# Selena – Ein amerikanischer Traum
Selena – Ein amerikanischer Traum (Originaltitel: Selena) ist ein US-amerikanisches Filmdrama aus dem Jahr 1997. Die Regie führte Gregory Nava, der auch das Drehbuch schrieb. Die Hauptrolle spielte Jennifer Lopez.

## Handlung
Der Film beschreibt das Leben der Sängerin Selena Quintanilla-Pérez. Als Kind singt sie häufig gemeinsam mit ihrem Vater Abraham, der später für seine Familie Musikinstrumente kauft. Abraham eröffnet ein Gastronomielokal, in dem auch seine Kinder auftreten, doch schon einige Monate später muss er Konkurs anmelden.
Als Selena bei einem Konzert auftritt, kritisiert ihr Vater ihre Bekleidung. Später lernt sie den Musiker Chris Pérez kennen und die beiden verlieben sich ineinander. Obwohl Abraham gegen die Beziehung ist, heiraten die beiden bald darauf. Zu Selenas engem Freundeskreis gehört Yolanda Saldívar, die von Selena Geld unterschlagen hat, was 1995 schließlich entdeckt wird. Anders als alle anderen wendet sich Selena nicht von ihr ab, als sie dies erfährt, sondern hält zu ihrer Freundin. Am Morgen des 31. März 1995 besucht Selena Yolanda im Hotel, da sie einige Dokumente haben wollte. Doch es kommt zum Streit zwischen den beiden, in dessen Verlauf Selena von Yolanda angeschossen wird, als sie das Zimmer verlassen will.
Am Ende des Films stirbt Selena im Krankenhaus an ihren schweren Verletzungen am Rücken. Es werden eine leere Konzerthalle, die niedergeschlagenen Fans der Sängerin und Bilder aus den Konzerten der echten Selena gezeigt.

## Etat, Dreharbeiten
Der Regisseur verfügte über einen Etat von 18 Millionen US-Dollar. Die Dreharbeiten fanden in Mexiko und in Texas statt.

## Rezeption

### Kritik
James Berardinelli schrieb auf ReelViews, der Film hätte ihm geholfen, die Dimensionen der Tragödie zu verstehen, die der Tod von Selena für ihre Fans war. Er bezeichnete die Sicht von Gregory Nava als „erfrischend“ und lobte die „glänzende“ („radiant“) Darstellung von Jennifer Lopez sowie die Darstellungen einiger Nebendarsteller wie Constance Marie, Jackie Guerra, Jacob Vargas und Jon Seda.
Roger Ebert bescheinigte dem Film in der Chicago Sun-Times vom 21. März 1997 einen „frischen Blick“ und „Herz“ („freshness and heart“). Er lobte die „elektrifizierende“ („electrifying“) Darstellung von Jennifer Lopez, die die „Magie“ („magic“) von Selena wiedergeben würde.
Die Albuquerque Tribune vom 21. März 1997 bezeichnete den Film als einen „Misserfolg“ und kritisierte das Drehbuch, welches mit den Drehbüchern der „Soap-Operas“ verglichen wurde.
John Simon kritisierte im National Review vom 21. April 1997 die Beteiligung der Familie von Selena Quintanilla-Perez an der Produktion des Films, die die Ursache für zahlreiche „Klischees“ sein sollte.

### Auszeichnungen
ALMA Award
- Auszeichnung in der Kategorie Outstanding Feature Film (Selena)
- Auszeichnung in der Kategorie Outstanding Actress in a Feature Film (Jennifer Lopez)
- Auszeichnung in der Kategorie Outstanding Actress in a Feature Film (Jackie Guerra)
- Auszeichnung in der Kategorie Outstanding Actor in a Feature Film (Edward James Olmos)
- Auszeichnung in der Kategorie Outstanding Actor in a Feature Film (Jon Seda)
- Auszeichnung in der Kategorie Outstanding Latino Director of a Feature Film (Gregory Nava)

Golden Globe Awards 1998
- Nominierung in der Kategorie Beste Hauptdarstellerin – Musical oder Komödie (Jennifer Lopez)

Grammy Awards 1998
- Nominierung in der Kategorie Best Score Soundtrack for Visual Media (Selena: The Original Motion Picture Soundtrack)

Imagen Award
- Auszeichnung in der Kategorie Best Theatrical Feature Film (Selena)
- Auszeichnung in der Kategorie Lasting Image Award (Jennifer Lopez)

Lone Star Film Awards
- Auszeichnung in der Kategorie Best Actress (Jennifer Lopez)
- Auszeichnung in der Kategorie Best Supporting Actor  (Edward James Olmos)

2021 wurde der Film in das National Film Registry aufgenommen.